# هيرشل أوستين
هيرشل أوستين (بالإنجليزية: Herschel Lewis Austin)‏ هو سياسي بريطاني (وحمل سابقاً جنسية المملكة المتحدة لبريطانيا العظمى وأيرلندا)، ولد في 22 مارس 1911، وتوفي في 8 أبريل 1974. حزبياً، نشط في حزب العمال. في الانتخابات العامة في المملكة المتحدة 1945 ‏، انتخب عضو برلمان المملكة المتحدة الـ38 عن دائرة سترتفورد ‏ (5 يوليو 1945 – 3 فبراير 1950).